# 4530 Smoluchowski
A 4530 Smoluchowski (ideiglenes jelöléssel 1984 EP) a Naprendszer kisbolygóövében található aszteroida. Edward L. G. Bowell fedezte fel 1984. március 1-én.